# Hieracium armerioides
Hieracium armerioides es una especie de planta con flor del género Hieracium, de la familia Asteraceae, orden Asterales.

## Distribución
Hieracium armerioides se distribuye por Austria, Francia, Italia y Suiza.

## Taxonomía
Fue descrita científicamente por Arv.-Touv. Fue publicada en Bull. Soc. Dauphin. Échange Pl. 7: 283 (1880).